# Amos Pokorný
Amos Pokorný (14. března 1890 Brno – 18. srpna 1949 Praha) byl český legionář, voják a šachový mistr.

## Život
Amos Pokorný se narodil jako jedno z jedenácti dětí v rodině evangelického faráře Václava Pokorného a jeho ženy Libuše. Vystudoval v Praze práva, na začátku 1. světové války narukoval, v roce 1915 se dostal do ruského zajetí a poté vstoupil do československých legií. Po válce pracoval jako důstojník justiční služby, vojenský prokurátor a nakonec jako zemský soudce u vrchního i státního soudu. Byl činný v Českobratrské církvi evangelické: spoluzakládal kazatelskou stanici v Praze-Dejvicích a byl i jejím předsedou; od roku 1945 do své smrti v roce 1949 byl členem synodní rady církve.

### Šachová kariéra
Šachům se věnoval nejprve v ŠK Dobruský. Získal společné 1. místo v Plzni v roce 1911 a získal titul mistra ÚJČS. Byl druhý v silném turnaji B při XIII. kongresu Německého šachového svazu ve Vratislavi jen o půl bodu za vítězným hamburským šachistou Paulem Krügerem. Tyto jeho úspěchy vyvolaly zájem o uspořádání mistrovství Moravy v šachu, kde sice Pokorný v roce v turnaji tří šachistů získal 1,5 bodu ze dvou proti Aloisi Pernovi, ale prohrál obě partie s Juliem Brachem a skončil za ním jasně druhý. Dále obsadil společné 4. až 7. místo v České Třebové v roce 1913 a obsadil 8. příčku v Mladé Boleslavi v roce 1913 na mistrovství Čech.
Po první světové válce obsadil 2. místo za Maxem Walterem na Mistrovství Československa v šachu v Pardubicích v roce 1923, ve stejném roce byl 11. v Moravské Ostravě za účasti vítězného Emanuela Laskera. V roce 1925 získal společné 3. až 5. místo na mistrovství Československa v Bratislavě, obsadil 9. místo v Trenčianských Teplicích. Na mistrovství Československa v roce 1927 v Českých Budějovicích získal 4. místo. O rok později obsadil 9. místo v Trenčianských Teplicích.
Na přelomu 20. a 30. let dosahoval největších úspěchů. Na mistrovství Československa v Brně v roce 1929 obsadil společné 3. a 4. místo, když zvítězil Opočenský. V roce 1933 dosáhl na společné 3. a 4. místo v Praze (Army) a zejména společné 1. místo se Salo Flohrem v Mnichově Hradišti v roce 1933 na turnaji o mistrovství Československa. Do následného zápasu o titul proti Flohrovi kvůli úmrtí otce nenastoupil.
Pokorný hrál za Československo na Šachové olympiádě:
- Na 1. Šachové olympiádě v Londýně v roce 1927 (+5 –5 =2);
- Na 2. Šachové olympiádě v Haagu v roce 1928 (+4 –3 =5);
- Na 3. Šachové olympiádě v Hamburku v roce 1930 (+6 –5 =3);
- Na 3. neoficiální Šachové olympiádě v Mnichově v roce 1936 (+8 –5 =3).[13]

Během druhé světové války obsadil 11. místo na mistrovství Čech a Moravy v Rakovníku v roce 1940 a společné 9. až 10. místo ve Zlíně v roce 1943.
Od roku 1927 vedl šachovou rubriku v Lidových novinách a pravidelně o šachu přednášel v rozhlase. Napsal též několik knih o šachu, např. Pět hodin šachu (1949 a 1950).
V Hustopečích od roku 2012 pořádají šachový Memoriál Amose Pokorného.